# شعب ازهر

تعديل مصدري - تعديل

شعب ازهر هي إحدى قرى عزلة القارة بمديرية رصد التابعة لمحافظة أبين، بلغ تعداد سكانها 21 نسمة حسب تعداد اليمن لعام 2004.